# Duane Harden
Duane Harden (* 5. August 1971 in Würzburg) ist ein US-amerikanischer House-Sänger.
Duane Harden wurde in Würzburg geboren und kam in jungen Jahren nach Savannah, Georgia. Um 1997 begann er Dance-Tracks zu produzieren. Als Sänger hatte er 1999 zwei Charthits: You Don’t Know Me mit Armand Van Helden und What You Need mit Powerhouse, ein Projekt von Lenny Fontana.
Weiterhin lieh er für diverse House-Titel seine Gesangsstimme, darunter Tracks von Nervo, Ferry Corsten oder Chicane.

## Singles (Auswahl)
- 1998: You Don’t Know Me (mit Armand Van Helden)
- 1999: What You Need (mit Powerhouse)
- 2000: Sunshine (Dance with You) (mit Infinity)
- 2007: Face it Now (mit Marquito)
- 2009: Free Your Soul (mit Moises Modesto)
- 2013: Never Stop (mit Louie Vega)
- 2013: One More Time (mit Chicane)
- 2017: Devil In Me (mit Purple Disco Machine)